# Live Partition Mobility
Live Partition Mobility （ライブパーティションモビリティー）は、IBM Power Systemsの有料フィーチャーで、稼働中のLPARを別の物理的システム（筐体）に移動する事を可能にする。機能としては VMware VMotionに相当する。

## 概要
移動元と移動先のシステム（筐体）は、同一のネットワークとSANにアクセスする必要があるが、システムはPOWER6以降のプロセッサを使用していれば良く、同一のタイプ（機種、モデル）でなくても良い。移動するパーティション（区画、LPAR）は、専有のI/Oアダプターは持たないなど完全に仮想化されている必要があるが、このことは複数パスを使用するソフトウェアが、移動の最中でも仮想アダプターのフェイルオーバーをすることを可能にする。
パーティションはそのサイズにかかわらず移動できる。メインメモリーの情報は1つのシステムから他のシステムに同期的にコピーされ、稼働中のパーティションのクローンが作られ、不整合(dirty)なページは必要時に再コピーされる。閾値の達した時に（例えばページの高いパーセンテージが成功裏にコピー完了した時）に、そのパーティションは移動先マシンに移動し、残ページは同時にコピーされ同期される。メモリーをコピーするエージェントは、各マシンにVirtual I/O Serverをノミネートする。データ転送には通常のイーサネットネットワークが使用される。
Live Partition Mobility は、サーバー保守など計画停止の際の業務停止を避けるためや、複数サーバーによるロードバランスや、節電など使用率の管理に使用できる。